# Adelphomyia reductana
Adelphomyia reductana är en tvåvingeart som först beskrevs av Alexander 1941.  Adelphomyia reductana ingår i släktet Adelphomyia och familjen småharkrankar. Inga underarter finns listade i Catalogue of Life.